# 木脇祐光
木脇 祐光（きのわき すけみつ、生没年不詳）は戦国時代から安土桃山時代にかけての薩摩国島津氏の家臣。諱は祐充とも。通称は大炊助、受領名は若狭守。入道名は恕祐。父は木脇祐兄。正室は有川飛騨守の女、継室は小侍従。子は木脇祐辰、鮫島宗堯。
木脇氏は日向伊東氏の一族であるが、島津氏12代島津忠治へ伊東尹祐の娘（玉蓮夫人）が輿入れした際、祐光祖父の木脇主税介がその娘に付けられ薩摩に入国、そのまま島津氏の家臣となったものである。父の代に伊集院恋之原を領有しそこに住んでいたが、祐光の代に鹿児島へ移った。
永禄12年（1569年）、正室に先立たれていた祐光へ、主君である島津義久より小侍従という女性が後添いとして下げ渡される。小侍従はこのとき懐妊しており、同年7月（『諸家系図』では6月）に男児を生んでいる。この男児は後に鮫島宗儔の養子となり、鮫島宗堯と名乗っている。
天正6年（1578年）の耳川の戦いに従軍、天正14年（1586年）は島津義弘に従い八代へ在城し、岩屋城攻めにも従い、当城への使者役も努めている。